# گروه بی‌پی‌ال
گروه بی‌پی‌ال (انگلیسی: BPL Group) شرکت الکترونیک هندی است، که در سال ۲۰۱۱ تأسیس شد.